# Francisco Granizo
Francisco Granizo Ribadeneira (Quito, 8 de noviembre de 1925-21 de enero de 2009) fue un poeta ecuatoriano. Considerado por algunos como exponente de una lírica religiosa ecuatoriana, su obra sobrepasa una clasificación precisa y en más de una ocasión ha sido catalogada como una poesía de "intensidad", a medio camino entre erotismo, misticismo y existencialismo.
De él dice el crítico Hernán Rodríguez Castelo: "Pienso que en una selección de los mayores poetas ecuatorianos del siglo, así fueran diez o menos, no podría faltar Granizo. Una trayectoria lírica ejemplar y sostenida, cada vez más honda y alta, lo ha dejado en el más alto lugar dentro de una de las vertientes de la lírica ecuatoriana actual."

## Biografía
Granizo cursó sus estudios secundarios en el Colegio San Gabriel y posteriormente siguió una carrera en Derecho en la Universidad Central del Ecuador. Como estudiante universitario, ganó la Espiga y medalla de Oro en un concurso poético en Riobamba.
Ingresó a trabajar al Ministerio de Relaciones Exteriores en septiembre de 1944 como amanuense luego de ganar un concurso de méritos. Allí inició una destacada carrera como diplomático que lo llevó a representar al país en la OEA, Venezuela y Chile, además de ser nombrado ministro del servicio exterior. Adicionalmente, ejerció como catedrático en la Universidad Central y dirigió la radio de la Casa de la Cultura Ecuatoriana.

### Asesinato de Wilfrido Villamar
El 17 de diciembre de 1963, durante una fiesta en una casa ubicada en la calle Santa María, en el barrio La Mariscal de Quito, Granizo disparó contra el joven Wilfrido Villamar, quien según varios testimonios habría sido su pareja sentimental, en un aparente conflicto de celos producido por un triángulo amoroso entre Granizo, Villamar y otro hombre que se encontraba en el lugar. Minutos después de que arribara la policía y detuviera a los presentes, Villamar falleció. El hecho produjo gran escándalo y generó una intensa cobertura homofóbica en la prensa durante los meses siguientes. El poeta y periodista Joffre Barragan le dedicó varios artículos que escribió para la revista La calle, en los que llamaba a limpiar la "podredumbre homosexual", afirmaba que el ser homosexual era peor crimen que el asesinato en cuestión e insinuaba que era un peligro contar con personas homosexuales en el ministerio de relaciones exteriores, puesto que, según él, eran más propensos a revelar secretos de Estado.
La policía obligó a los detenidos, a quienes se tildó de "invertidos sexuales", a elaborar una lista con alrededor de cuatroscientas personas supuestamente homosexuales, cuyos nombres fueron publicados en varios de los periódicos más grandes de Ecuador y a quienes Carrión llamó a "expulsar" del país. Producto de la publicación de la lista, muchos de los mencionados perdieron sus trabajos, mientras los que contaban con recursos económicos suficientes abandonaron el país. Granizo, que en ese entonces ostentaba el cargo de Jefe del Departamento Diplomático, Político y de Relaciones Exteriores, dejó el cargo tres días después del hecho y se retiró de forma definitiva de la diplomacia.

### Carrera literaria
En el género lírico a publicado los siguientes poemarios: Por el breve polvo (1948), La piedra (1958), Nada más el verbo (1969), Muerte y caza de la madre (1978), Sonetos del amor total (1990) y El sonido de tus pasos (2005); además del poema dramático Fedro (2005).
En 2001 publicó La piscina, su única novela, con la que ganó el Premio Joaquín Gallegos Lara a la mejor novela del año. La obra explora a través de los protagonistas, Fernando y Lilí, la imposibilidad de alcanzar el amor y la soledad, temáticas recurrentes en las obras de Granizo. La obra explora además el amor entre personas del mismo sexo, tema también abordado por Granizo en su poesía.

## Obras
Entre las obras de Granizo se cuentan:

### Poesía
- Por el breve polvo (1948)
- 19 poemas (1954)
- La piedra (1958)
- Nada más el verbo (1969)
- Muerte y caza de la madre (1978)
- Sonetos del amor total (1990)
- El sonido de tus pasos (2005)

### Otros
- La piscina (2001), novela
- Fedro (2005), teatro